# Juan Ruiz de Alarcón
Juan Ruiz de Alarcón (ur. ok. 1581 w Taxco de Alarcón w Meksyku, zm. 4 sierpnia 1639 w Madrycie) – hiszpańskojęzyczny dramaturg pochodzący z Nowego Świata.
Autor utworów dramatycznych o stosunkowo prostej fabule, odznaczających się wysoce moralną postawą bohatera. Jego stosunkowo nieliczne, ale starannie opracowane sztuki ukazały się w latach 1628 i 1634. Wywarł wpływ na tragedię francuską. Był piewcą przyjaźni, szczerości i szlachetnych uczuć. Do najlepszych jego dzieł zaliczają się komedie Las paredes oyen (Ściany mają uszy, 1628) oraz La verdad sospechosa (Podejrzana prawda, 1634).

## Żywot
Urodził się w Meksyku, tam też rozpoczął studia prawnicze, które kontynuował od 1600 roku w Salamance. Na przełomie 1613 i 1614 roku osiadł w Madrycie. Brał czynny udział w życiu literackim. Utrzymywał się z pisania dramatów, które cieszyły się dużym powodzeniem publiczności. Ze względu na swe wykształcenie ubiegał się o posadę w koloniach, której jednak nie otrzymał ze względu na warunki fizyczne: silną skoliozę i garb. W 1626 roku zaproponowano mu stanowisko w Radzie Indii, które zapewniło mu względnie dostatnie warunki życiowe. Po otrzymaniu stałej posady zarzucił pisanie. W czasie studiów poznał osobiście najbliższego współpracownika króla Filipa IV, hrabiego Olivaresa. Jego komedie wpisują się w kontekst reformy obyczajów rozpoczętej przez Olivaresa po wstąpieniu Filipa IV na tron.

## Twórczość

### Komedie charakteru
- La verdad sospechosa (Podejrzana prawda, 1618-1621) – bohaterem utworu jest Garcia, nie pozbawiony uroku kłamca, który wskutek swych krętactw traci możliwość poślubienia ukochanej kobiety. Sądzi, że jego ukochana Jacinta jest w rzeczywistości Lukrecją. Zaleca się więc do Lukrecji, który przybrała imię Jacinty. W komedii tego typu zakochany wyplątuje się na ogół z sieci nieporozumień. Alarcón decyduje się jednak na inne rozwiązanie. Bohater będzie musiał poślubić kobietę, której nie kochał, skoro nie potrafił odróżnić prawdy serca od zewnętrznej rzeczywistości. Sztuka była inspiracją dla Corneille’a (Le Menteur) i Goldoniego (El mentiroso)[2][3].
- Las paredes oyen (Ściany mają uszy, ok. 1628) – satyra na obmowę. Jej bohater don Mendo zostaje surowo ukarany za niestałość i plotki rozgłaszane o swych dwóch kochankach. Autor egzekwuje swe zasady moralne na głównym bohaterze z żelazną konsekwencją[2][3].

### Komedie społeczne
- Los pechos privilegiados (Uprzywilejowane piersi, 1619-1621) – osadzona w XI-wiecznej historii Hiszpanii, opowieść o próbie uwiedzenia córki księcia Galicji przez króla Alfonsa V, udaremnionej przez jego dworzanina don Rodriga oraz o próbie wywarcia przez króla zemsty na don Rodrigu udaremnionej przez jego nianię, którą król, oprzytomniawszy, honoruje tytułem szlacheckim. Stąd tytuł utworu[4][5].
- El examen de maridos (Egzamin na małżonka, ok. 1632) – bohaterka Inés ogłasza, że chce poddać swoich adoratorów próbie, zanim zdecyduje się na wybór małżonka. Zakochana w jednym z nich, chętnie, by z tego zrezygnowała, nie może się już jednak wycofać. Zaletą sztuki są wyraziście nakreślone sylwetki bohaterów[3].
- Los favores del mundo (Przywileje światowe)[4].

### Dramaty narodowe i bohaterskie
- Ganar amigos (Pozyskiwanie przyjaciół, ok. 1630) – pochwała szlachetności duszy, historia wielkodusznego markiza, który pokonuje targające nim namiętności i zdobywa przyjaźń don Fernanda[3].
- El tejedor de Segovia (Tkacz z Segowii) – historia młodzieńca, który by pomścić swego ojca musi uciekać się do rozmaitych podstępów, między innymi ukrywa się jako tkacz w Segowii[2].
- La crueladad por el honor (Okrucieństwo za honor, ok. 1625) – Historia rycerza, który by pomścić doznaną hańbę, wykorzystuje swoje podobieństwo do poległego w bitwie króla Alfonsa I i podaje się za niego. Utwór stanowi studium wierności, zdrady i namiętności[3].
- El anticristo (Antychryst, 1623-1625) – Fałszywy Eliasz przepowiada Izraelitom nadejście Mesjasza. Fałszywy Mesjasz, który jest potomkiem Judasza i owocem kazirodczego związku, po zamordowaniu swej matki zdobywa władzę w Babilonie. Próbuje włączyć do swego haremu Sofię (Mądrość), która jednak ucieka do Jerozolimy. Antychryst podąża więc za nią. W Jerozolimie poślubia widmo Sofii, gdy próbuje je pozbawić życia, atakują go wyznawcy Chrystusa prowadzeni przez archanioła Michała. Sofia zabija Antychrysta[4][6].

### Komedie czarnoksięskie
- La cueva de Salamanca (Pieczara Salamanki, ok. 1600) – młodzieńcza sztuka Alarcóna. Historia grupy rozbrykanych studentów, których ratuje z kłopotów szlachetny mędrzec Enrico, dokonujący w swojej pieczarze niezwykłych, potrącających o magię, eksperymentów. Jeden ze studentów, don Diego przy pomocy przedmiotów pochodzących z pieczary zdobywa serce doni Klary. Enrico bierze udział w publicznej dyspucie i uznaje racje przeciwników o szkodliwości sztuk magicznych[2].
- La prueba de las promesas (Obietnice na próbę) – Ojciec doni Blanki, don Illan, zajmuje się magią i nekromancją. Postanawia, więc wystawić na próbę charakter adoratorów córki, stwarzając dla nich za pomocą czarów sytuację znacznego awansu społecznego. Utwór jest satyrą na niewdzięczność i jako taki może też zostać zaliczony do kategorii komedii charakterów[4].